# 고래먼지
《고래먼지》(영어: Ambergris)는 대한민국의 웹드라마이다. 배경은 2053년이다.

## 등장인물
- 김소혜 : 한슬 역 - 소녀
- 양동근 : 기영 역 - 기상캐스터
- 신구 : 신우석 역 - 역무원
- 김강훈 : 아들 역

### 특별 출연
- 오혁 : 보컬리스트 역